# Vân Du, Nghệ An
Vân Du là một xã thuộc tỉnh Nghệ An, Việt Nam. Xã được hình thành trên cơ sở sáp nhập các xã Minh Thành, Tây Thành và Thịnh Thành của huyện Yên Thành trong đợt Sáp nhập tỉnh thành Việt Nam 2025.

## Địa lý
Xã Vân Du có vị trí địa lý:
- Phía Đông giáp xã Quan Thành, xã Vân Tụ và xã Quang Đồng;
- Phía Nam giáp xã Vân Tụ và xã Văn Hiến;
- Phía Tây giáp xã Bạch Ngọc và xã Lương Sơn;
- Phía Bắc giáp xã Quang Đồng và xã Tân Kỳ.

Xã Vân Du có diện tích tự nhiên 84,30 km².

## Hành chính và tên gọi
Xã Vân Du được thành lập theo Nghị quyết số 1678/NQ-UBTVQH15 của Ủy ban Thường vụ Quốc hội Việt Nam, ban hành ngày 16 tháng 6 năm 2025. Theo đó, sắp xếp toàn bộ diện tích tự nhiên, quy mô dân số của các xã Minh Thành, Tây Thành và Thịnh Thành thuộc huyện Yên Thành trước đây thành một xã mới có tên gọi là xã Vân Du.
Trước đó, theo Đề án sắp xếp đơn vị hành chính cấp xã tỉnh Nghệ An, xã này là xã Yên Thành 5.
Sau sắp xếp xã có diện tích tự nhiên: 84,30 km², quy mô dân số: 25.868 người.